# 29
29 (XXIX) a fost un an obișnuit al calendarului iulian, care a început într-o zi de luni.

## Decese
- dată necunoscută: Livia Drusilla  (n. 59 î.Hr.)